# Olga Zimina
Olga Anatoljewna Zimina, ros. Ольга Анатольевна Зимина (ur. 14 maja 1982 we Włodzimierzu nad Klaźmą) – rosyjska szachistka, reprezentantka Włoch od 2006, arcymistrzyni od 2003, posiadaczka męskiego tytułu mistrza międzynarodowego od 2008 roku.

## Kariera szachowa
Jest trzykrotną mistrzynią Rosji juniorek (1992, 1997, 1998). Pierwszy sukces na arenie międzynarodowej odniosła w wieku 10 lat, zdobywając w 1992 r. w Duisburgu tytuł wicemistrzyni świata juniorek do 10 lat. W 1997 r. zajęła IV m. w mistrzostwach Europy juniorek do 16 lat, rozegranych w Tallinnie, natomiast w 2000 r. w Erywaniu zdobyła drugi tytuł wicemistrzyni świata juniorek (w kategorii do 20 lat). W 2001 r. zajęła II m. w Sankt Petersburgu (za Tatjaną Miełamied) oraz odniosła duży sukces, zdobywając z Eliście złoty medal indywidualnych mistrzostw Rosji, natomiast w mistrzostwach rozegranych w następnym roku (ponownie w Eliście) podzieliła II-IV m. (za Tatjaną Kosincewą, wspólnie z Jekatieriną Połownikową i Swietłaną Matwiejewą), w obu tych turniejach zdobywając normy na tytuł arcymistrzyni. W 2002 r. podzieliła również II m. (za Tatjaną Szumiakiną, wspólnie z Tatjaną Mołczanową) w finale Pucharu Rosji, rozegranym w Kopiejsku. W 2003 r. na mistrzostwach Europy w Stambule zdobyła ostatnią normę arcymistrzowską, podzieliła również II m. (za Igorem Jefimowem, wspólnie z Nenadem Risticiem) w Chiaravalle. W 2004 r., w kolejnym otwartym turnieju w Loreggii podzieliła I m. (wspólnie z Igorem Miladinoviciem i Miroljubem Laziciem), a na mistrzostwach Europy rozegranych w Dreźnie zajęła XIII miejsce.
W 2006 i 2008 r. dwukrotnie reprezentowała Włochy na szachowych olimpiadach.
Najwyższy ranking w dotychczasowej karierze osiągnęła 1 lipca 2004 r., z wynikiem 2430 punktów zajmowała wówczas 30. miejsce na światowej liście FIDE.